# Патард

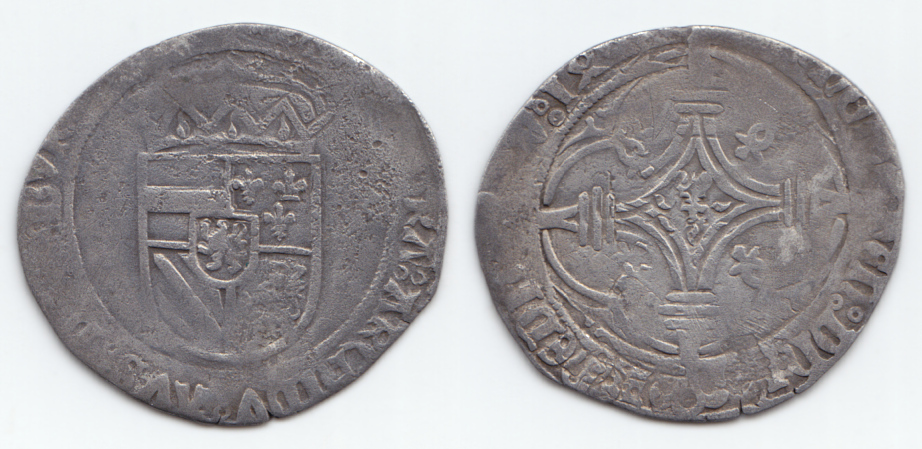
Патард 1499, Бургундські Нідерланди, Філіп IV. Відкарбована в Намюрі, білон 319 проби, вага 2.55 р..

Патард, патар — назва середньовічних монет деяких європейських держав.
- Срібна монета Фландрії, Брабанту, Бургундії, вперше випущена в кінці XV століття. Вартість патарда коливалася, але в основному вона дорівнювала голландському стюверу . Фактично патард — це південно-нідерландський стювер. Нідерландський даальдер дорівнював 32 патардам, а золотий флорин — 34 патардам.
- Французька білонна монета, карбована Карлом VI (1380—1422) і його наступниками Карлом VII і Людовиком XI.

## Джерело
- 3варич В. В. Нумізматичний словник. — Львів: «Вища школа», 1978, 338 с.